# Helga Gnauer
Helga Gnauer (Vienna, 9 ottobre 1929 – Kreuttal, 24 gennaio 1990) è stata una schermitrice austriaca, vincitrice di una medaglia di bronzo ai campionati mondiali di scherma.